# Кохання за сценарієм
Кохання за сценарієм (англ. Between the Sheets) — американська комедія 2003 року.

## Сюжет
Популярний актор Джейк Вебер стикається на знімальному майданчику з молодою актрисою Джорджиною Карлайл. Між ними не існує нічого спільного: він — нахабнуватий і грубий, вона романтична і безпосередня, але саме цей тандем за задумом режисера повинен зіграти закохану пару в новій касовій мелодрамі. Як тільки починаються зйомки — починається справжня феєрія жартів, розіграшів і комічних ситуацій, в центрі яких виявляється Джек і Джорджина.

## У ролях
- Пітер ДеЛуїс — Джейк Вебер
- Ліза Ротонді — Джорджина Карлайл
- Марко Санчез — Едуардо
- Елісса Давалос — Лейла
- Керол Артур — Геббі
- Девід ДеЛуїс — режисер
- Джек МакГі — перший помічник
- Шона Кейсі — Yes Man
- Ден Белл — Soundman
- Джек Есформс — другий помічник
- Річард Давалос — містер Літтл
- Тед Реймі — Габріель
- Марк Фаузер — гугнявий репортер
- Дон Франклін — репортер 1
- Джуд Хоровіц — репортер 2
- Брітта Бодер — репортер 3
- Джонатан Брендіс — Роберт Авокадо